# Overlord (jeu vidéo, 1994)
Cet article concerne le jeu vidéo de 1994. Pour le jeu vidéo de 1988, voir Overlord (jeu vidéo, 1988). Pour le jeu vidéo de 1990, voir Supremacy: Your Will Be Done. Pour le jeu vidéo de 2007, voir Overlord (jeu vidéo, 2007).
Pour les articles homonymes, voir Overlord.
Overlord est un jeu vidéo de simulation de vol de combat développé par Rowan Software et édité par Virgin Interactive, sorti en 1994 sur DOS et Amiga.

## Système de jeu
Le joueur incarne un pilote de la Royal Air Force et peut piloter le Spitfire IX, le Hawker Typhoon et le Mustang III.

## Accueil
- Aktueller Software Markt : 9/12 (DOS)[1]